# Airton Ribeiro Santos
Airton Ribeiro Santos (Río de Janeiro, Brasil, 12 de febrero de 1990) es un futbolista Brasileño. Juega de centrocampista en el North Esporte Clube de Campeonato Mineiro - Módulo II de Brasil. 

## Clubes
| Club                          | País     | Año       |
| ----------------------------- | -------- | --------- |
| CR Flamengo                   | Brasil   | 2008-2009 |
| SL Benfica                    | Portugal | 2010-2011 |
| CR Flamengo                   | Brasil   | 2011-2013 |
| Internacional de Porto Alegre | Brasil   | 2013-     |

## Palmarés

### Campeonatos nacionales
| Título             | Club        | País   | Año  |
| ------------------ | ----------- | ------ | ---- |
| Taça Guanabara     | CR Flamengo | Brasil | 2008 |
| Campeonato Carioca | CR Flamengo | Brasil | 2009 |
| Taça Río           | Fluminense  | Brasil | 2019 |

| Título                      | Club        | País     | Año  |
| --------------------------- | ----------- | -------- | ---- |
| Taça Guanabara              | CR Flamengo | Brasil   | 2008 |
| Campeonato Carioca          | CR Flamengo | Brasil   | 2009 |
| Brasileirao                 | CR Flamengo | Brasil   | 2009 |
| Liga Sagres                 | SL Benfica  | Portugal | 2010 |
| Copa de la Liga de Portugal | SL Benfica  | Portugal | 2010 |